# Liga Nacional Cubana
La Liga Nacional Cubana era una de las dos agrupaciones políticas (la otra era el Partido Nacional Cubano) que emergieron de la Junta Patriótica de La Habana en marzo de 1899.
La liga se fundó formalmente en un mitin en el "Club Antillano de La Habana", a fines de marzo de 1899. El mitin estaba presidido por Fidel G. Pierra. Otros fundadores de la liga fueron Cosme de la Torriente, Carlos García Vélez, Emilio del Junco Pujadas, Esteban Borrero Echevarría, Miguel F. Viondi, Antonio Mesa Domínguez y Antonio Martín Rivero. 
Los objetivos de dicha liga eran la independencia nacional, la descentralización del poder en las provincias y el establecimiento de un gobierno republicano democrático.
En abril de 1899, la Liga Nacional Cubana se fusionó con los Comités de Barrio del Partido Nacional Cubano. El 10 de abril, se formalizó dicha fusión en una declaración conjunta de la Comisión de Propaganda de la Liga Nacional Cubana y el Comité Organizador del Partido Nacional Cubano.